# Arthur Walkington Pink
Arthur Walkington Pink (ur. 1 kwietnia 1886, zm. 15 lipca 1952) – angielski teolog, pisarz, ewangelista i nauczyciel biblijny, o poglądach reformowanych.

## Biografia
Arthur Walkington Pink urodził się w Nottingham, w Anglii, w pobożnej, protestanckiej rodzinie kupieckiej, której denominacja nie jest jednak pewna. W młodości członek Towarzystwa Teozoficznego, którego idei i nauk wyrzekł się w roku 1908, na rzecz pobożności ewangelikalnej.
Wyjechał do USA, gdzie studiował bardzo krótko (1910) w Biblijnym Instytucie Moodiego. Następnie był pastorem, kolejno, w kilku zborach kongregacjonalistycznych. W 1916 r. poślubił Verę E. Russell (1893–1962). W 1918 pisze swoją pierwszą książkę Suwerenność Boga (Sovereignty of God). W 1922 wydaje pierwszy numer Studies in the Scriptures - pisma, na łamach którego ukazują się pisane przez niego artykuły, będące źródłem wielu późniejszych jego książek.
W 1925 roku popłynął do Australii, gdzie służył jako ewangelista i nauczyciel biblijny. Jego stanowcze nauczanie doktryn reformowanych sprawiło, że stracił wsparcie tamtejszych przywódców baptystycznych, w efekcie czego powrócił do Anglii. Tam jednak również nie znalazł zrozumienia dla wyznawanych przez siebie doktryn, w efekcie czego, po raz kolejny, wiosną 1929 roku, wraz z żoną, wracają, do jej rodzinnego Kentucky, gdzie miał zamiar objąć posadę pastora u baptystów w Mortons Gap. To jednak również się nie ziściło, z tego samego powodu co w poprzednich miejscach.
W 1930 roku Pink był w stanie rozpocząć lekcje biblijne w Glendale w Kalifornii, jednocześnie odmówiono mu jednak możliwości przemawiania w wielu zborach w tamtej okolicy. W efekcie tego sam wynajmuje niedokończony budynek, w hrabstwie Union w Pensylwanii, w którym organizuje nabożeństwa. W 1933 roku przeprowadza się do Yorku.
W 1934 roku dochodzi do wniosku, że skoro jego służba ma polegać głównie na pisaniu, to równie dobrze może to robić będąc w rodzinnej Anglii, gdzie wyjeżdża w 1934 roku i osiada w Cheltenham w hrabstwie Gloucestershire. Czuje się osamotniony i załamany poniesionymi niepowodzeniami.
W 1936 roku przeprowadził się do Hove, na południowym wybrzeżu w pobliżu Brighton. Po śmierci ojca w 1933 r. odziedziczył majątek, który pozwolił jemu i jego żonie dożyć, bez obaw finansowych, aż do śmierci. Poświęcił się więc całkowicie studiom nad Pismem Świętym, pracując metodycznie, w sposób zdyscyplinowany, niczym żołnierz. W 1940 r., ponieważ Hove stało się regularnym celem niemieckich nalotów, Pinkowie przeprowadzili się do Stornoway, Isle of Lewis, Hebrydy Zewnętrzne, w Szkocji, gdzie pozostali do końca życia.
Choć wyspa była istnym bastionem kalwinizmu, jednak nabożeństwa odbywały się tu głównie w językach: szkockim gaelickim, a goście nie byli szczególnie mile widziani, więc i tu publicznie nauczać nie mógł. Niechętnie przyjmował gości i koncentrował się, z wielkim samozaparciem i samodyscypliną, na pracy i korespondencji ze swoimi czytelnikami.
W 1951 rozchorował się. Odmawiał jednak brania lekarstw, które uśmierzyłyby ból fizyczny, gdyż obawiał się, że przytępią one również część jego zdolności intelektualnych. Zmarł 15 lipca 1952 r., a jego ostatnie słowa brzmiały: „Pisma same się wyjaśniają”. Materiały pisane, które po sobie pozostawił pozwoliły aby pismo Studies in the Scriptures ukazywało się do grudnia 1953 roku.

## Wpływ Pinka
O ile, być może z powodu swojego indywidualizmu i szorstkiego, nieumiejętnego sposobu prowadzenia dyskusji, osobiście nie był osobą zbyt wpływową, o tyle dzieła, które napisał miały ogromny wpływ na wielu pastorów i nauczycieli w XX wieku. Należy do nich choćby Martyn Lloyd-Jones. Poprzez ich nauczanie zaś i lekturę jego spuścizny, na wielu ewangelicznie wierzących.
Odrzucony za życia z powodu sprzeciwu wobec szerzącego się w kościołach arminianizmu, zyskał spore uznanie po śmierci, gdy nauczanie reformowane, również za sprawą jego dzieł, zaczęło znowu przeważać. Do 1982 roku wydawnictwo Baker Book House opublikowało 22 jego książki i sprzedało 350 tys. ich egzemplarzy. Wydawnictwo Banner of Truth Trust, które w roku 1961 wydało Suwerenność Boga w okrojonej wersji, aby usunąć występujący w niej rzekomo hiperkalwinizm, do roku 2004 sprzedało 177 tys. jej egzemplarzy. Uważa się, że to właśnie, jego pierwsze dzieło - Suwerenność Boga, najbardziej przekierowało myślenie młodego pokolenia ku doktrynie reformowanej. Jego książki i artykuły, pozostając wciąż aktualne i atrakcyjne w ewangelicznych środowiskach, po dziś dzień są dostępne w sprzedaży, a darmowe ich wersje można czytać, bądź słuchać w Internecie.

## Ważniejsze dzieła Pinka
- The Sovereignty of God (Suwerenność Boga)
- The Sovereignty of God: Appendixes (załączniki do Suwerenności Boga: 1) Wola Boga, 2) Przypadek Adama, 3) Znaczenie słowa "kosmos" w Ewangelii Jana 3:16, 4) 1 List Jana 2:2)
- God Governing the Nations (Bóg sprawuje rządy nad narodami)
- Divine Providence (Opatrzność Boża)
- The Attributes of God (Atrybuty Boga)
- The Wrath of God (Gniew Boga)
- The Justice of God (Sprawiedliwość Boga)
- The Doctrine of Man's Impotency (Doktryna ludzkiej niemożności)
- The Doctrine of Human Depravity (Doktryna deprawacji człowieka)
- The Glorious Gospel (Chwalebna ewangelia)
- The Divine Covenants (Przymierza Boże)
- The Holy Spirit's Work in Salvation (Rola Ducha Świętego w dziele zbawienia)
- Christian Resurrection (Zmartwychwstanie chrześcijan)
- Saving Faith (Zbawcza wiara)
- Regeneration or The New Birth (Naprawa, czy nowe narodzenie)
- Experimental Salvation (Zbawienie eksperymentalne)
- Internal Salvation (Wewnętrzne zbawienie)
- Sanctification (Uświęcenie)
- Assurance (Pewność)
- Another Gospel (Inna ewangelia)
- Present Day Evangelism (Dzisiejsza ewangelizacja)
- Licentious Preaching (Rozpasane głoszenie)
- Evangelical Preaching (Głoszenie ewangeliczne)
- An Evangelical Spirit (Ewangeliczny duch)
- Dispensationalism (Dyspensacjonalizm)
- Eternal Punishment (Wieczna kara)
- The Ten Commandments (Dziesięć przykazań)
- The Holy Sabbath (Święty sabat)
- Personal Holiness (Osobista świętość)
- Take Heed What You Read (Uważaj co czytasz!)
- A Call to Separation (Wezwanie do oddzielenia się)
- Profiting from the Word (Korzyści pochodzące ze Słowa Bożego)
- Spiritual Union and Communion (Jedność duchowa i wspólnota)
- The Doctrine of the Saints' Perseverance (Doktryna o zachowaniu świętych)
- The Sermon on the Mount (Kazanie na Górze)
- The Heroes of Faith (Bohaterowie wiary)
- David's Flight (Lot Dawida)
- David's Terrible Sin (Straszny grzech Dawida)
- The Life of Elijah (Życie Eliasza)
- The Mission and Miracles of Elisha (Misja i cuda Elizeusza)
- Anxiety (Niepokój)
- Comfort for Christians (Pociecha dla chrześcijan)
- Perfect Peace (Pokój doskonały)
- Poor Yet Rich (Biedny, lecz teraz bogaty)
- Divine Guidance (Boskie przewodnictwo)
- The Lord's Prayer (Modlitwa Pańska)
- A Word to Parents (Słowo do rodziców)
- Faithfulness (Wierność)
- Oil in the Vessel (Oliwa w naczyniu)
- The Blessed Man (Mąż błogosławiony)
- Conditions in the Past (Warunki występujące w przeszłości)
- Rejoicing in the Lord (Radość w Panu)
- Good Cheer for the Whole Year (Dobry humor na cały rok)
- Spiritual Fluctuations (Wahania duchowe)
- The Beauty of Holiness (Piękno świętości)
- Ministerial Thieives (Złodzieje usługiwania)
- The Two Natures (Dwie natury)
- Access to God (Dostęp do Boga)
- Private Prayer (Modlitwa osobista)
- Bible Study (Studium Biblii)
- Inward Impressions (Przeżycia wewnętrzne)
- Spiritual Nourishment (Odżywianie duchowe)
- Suffering Saints (Cierpiący święci)
- A Tender Heart (Czułe serce)
- An Honest Heart (Szczere serce)
- The Right Beginning (Prawidłowy początek)
- First Things First (Najpierw najważniejsze)
- Last Things Last (Na koniec najmniej ważne)
- Godly Sorrow (Smutek, który jest według Boga)
- Worldly Sorrow (Smutek światowy)
- Strange Fire (Inny ogień)
- 1 Peter 2:25 (1 List Piotra 2:25)
- The Good Samaritan (Dobry Samarytanin)
- The Divine Servant (Sługa Boży)
- Christ Our Exemplar (Chrystus naszym wzorem)
- The Call of Christ (Wezwanie Chrystusa)
- The Rest of Christ (Odpocznienie Chrystusa)
- The Yoke of Christ (Jarzmo Chrystusa)
- The Example of Christ (Przykład Chrystusa)
- The Service of Christ (Służba Chrystusa)
- Divine Healing (Boże uzdrowienie)
- Faith to Work Miracles (Wiara w cuda)
- Hebrews 12:28 (List do Hebrajczyków 12:28)
- In the Potter's House (W domu garncarza)
- The Ordained Lamp (Pochodnia Pomazańca Ps 132:17)
- The God of Jacob (Bóg Jakuba)
- The Cross and Self (Krzyż i jaźń)
- Cross Bearing (Dźwiganie krzyża)
- Family Worship (Rodzinne uwielbianie Boga)
- Salvation from Sin (Ratunek od grzechu)
- Learn of Me (Ucz się mnie)
- Experimental Preaching (Głoszenie eksperymentalne)
- The Destruction of Dagon (Zniszczenie bożka Dagona)
- Personal Owning of God (Osobiste posiadanie Boga)
- National Owning of God (Posiadanie Boga, jako naród)
- God's Voice in Judgments (Boży głos w Jego sądach)

## Polskie wydania dzieł Pinka
- The Sovereignty of God - Suwerenność Boga, w tłumaczeniu Tomasza Kościstego, wyd. Towarzystwo Upowszechniania Myśli Reformowanej HORN, Świętochłowice 2019.
- The Attributes of God - Atrybuty Boga, wraz z artykułem Boskość Boga, w tłumaczeniu Edwarda Czarneckiego, wyd 1. Oficyna Wydawnicza HORN S.C., Świętochłowice 1999, wyd. 2, (bez artykułu): Biblioteka Świadomego Chrześcijaństwa, Toruń 2016.

## Źródła
- Iain Hamish Murray - Arthur W. Pink: His Life and Thought, wyd. Banner of Truth, 2004 r.,
- strona Ethernal Life Ministries,
- okładka książki Atrybuty Boga, wyd. 2.